# Robin Dixon, 3. Baron Glentoran
Thomas Robin Valerian Dixon, 3. Baron Glentoran, CBE (* 21. April 1935 in London; genannt Robin Dixon), ist ein britischer Peer und Politiker (Conservative Party) sowie ehemaliger Bobfahrer und Olympiasieger. Als Bremser bildete er zusammen mit seinem Piloten Anthony Nash eines der erfolgreichsten Zweierbobteams der 1960er Jahre. Später war er Manager eines Baumaterialunternehmens. Von 1995 bis 2018 gehörte er dem House of Lords an.

## Sportliche Karriere
Dixon erhielt seine Ausbildung am Eton College und an der Universität Grenoble. 1961 suchte er nach einem Ersatz für seinen Piloten Henry Taylor, der bei einem Autorennen einen Unfall hatte, und stieß auf Nash. Ihr erster Erfolg war der dritte Platz bei der Weltmeisterschaft 1963 in Igls. Bei den Olympischen Winterspielen 1964 folgte auf derselben Bahn der Karrierehöhepunkt mit dem Gewinn der Goldmedaille. Im dritten Lauf war an ihrem Bob ein Bolzen abgebrochen, so dass ein Start im entscheidenden vierten Lauf nicht möglich gewesen wäre. Doch der Italiener Eugenio Monti, einer ihrer härtesten Konkurrenten, stellte einen Bolzen von seinem eigenen Bob zur Verfügung.
Bei der Weltmeisterschaft 1965 in St. Moritz waren Dixon und Nash erneut die Schnellsten. Die Weltmeisterschaft 1966 in Cortina d’Ampezzo beendeten sie auf dem dritten Platz. Zum Abschluss der Karriere folgte bei den Olympischen Winterspielen 1968 der fünfte Platz auf der Bahn von Alpe d’Huez.
Eine der Kurven des Olympia Bob Run St. Moritz–Celerina ist nach Nash und Dixon benannt, der Nash-Dixon Corner.

## Beruf und Politik
Dixon diente ab 1954 als Offizier bei den Grenadier Guards und stieg bis in den Rang des Majors auf. 1966 verließ er die British Army, um bei Kodak in der Öffentlichkeitsarbeit tätig zu sein. 1971 wechselte er zum nordirischen Ziegeleiunternehmen Redland Tile and Brick Ltd. Als Manager baute er es zu einer bedeutenden Tochtergesellschaft des Baumaterialkonzerns Redland auf. Dixon war Jury-Vorsitzender der Olympischen Winterspiele 1976 und ist seit 1987 Präsident des britischen Bobsportverbandes.
1969 wurde er als Member des Order of the British Empire (MBE) ausgezeichnet und 1992 zum Commander des Order of the British Empire (CBE) erhoben. 1979 erhielt er das Amt eines Deputy Lieutenant (DL) des County Antrim.
Beim Tod seines Vaters im Jahr 1995 erbte Dixon den Titel eines Baron Glentoran und den damit verbundenen Sitz im House of Lords. Für die konservative Schattenregierung war er in mehreren Bereichen „Schattenminister“ seiner Partei: Nordirland (seit 1999), Industrie (2004–2005), Sport (2005–2006), Organisation der Olympischen Sommerspiele 2012 (seit 2007) und Wales (seit 2007). Nach dem Inkrafttreten des House of Lords Act 1999 und der damit verbundenen Reform des Oberhauses war er einer von 92 verbliebenen erblichen Peers, die gewählt wurden, ihren Parlamentssitz zu behalten. Am 1. Juni 2018 gab er sein Mandat auf.

## Familie
Dixon lebt bei Ballyclare in Nordirland. Sein Großvater Herbert Dixon, 1. Baron Glentoran, war von 1941 bis 1943 Landwirtschaftsminister gewesen, sein Vater Daniel Dixon, 2. Baron Glentoran,  von 1953 bis 1961 Handelsminister. Schwiegertochter Karen Straker-Dixon war eine erfolgreiche Vielseitigkeitsreiterin; sie gewann sowohl bei den Olympischen Spielen 1988 als auch bei der Weltmeisterschaft 1990 eine Silbermedaille und wurde 1991 Europameisterin (jeweils in der Teamwertung).
In erster Ehe heiratete er 1959 Rona Alice Gabrielle Colville (* 1936). Aus dieser Ehe, die 1975 geschieden wurde, hat er drei Söhne, Daniel George (* 1959), Andrew Wynne Valerian (* 1961) und Patrick Anthony (* 1963). In zweiter Ehe heiratete er 1979 Alwyn Gillian Mason, die Ehe blieb kinderlos und wurde 1988 geschieden. In dritter Ehe ist er seit 1990 mit Margaret Ann Rainey verheiratet.